# Miconia divisoriana
Miconia divisoriana är en tvåhjärtbladig växtart som beskrevs av John Julius Wurdack. Miconia divisoriana ingår i släktet Miconia och familjen Melastomataceae. Inga underarter finns listade i Catalogue of Life.